# Riwiera Makarska

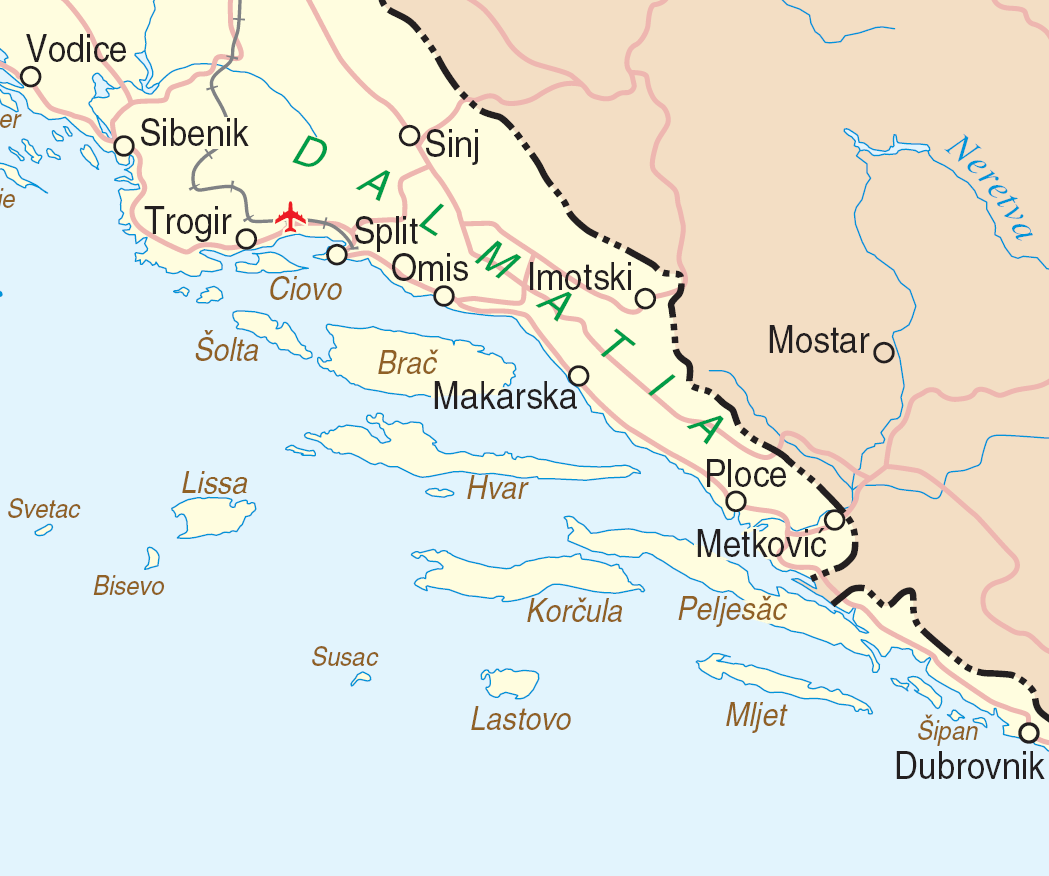
Mapa chorwackiej części Dalmacji.

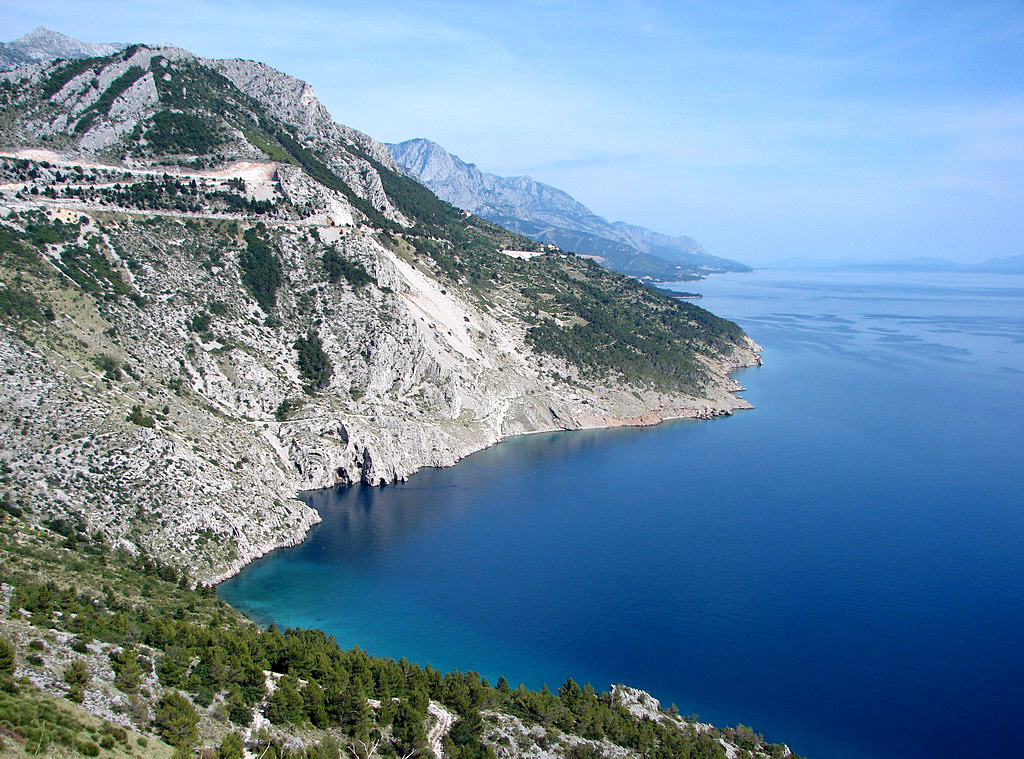
Zatoka Vrulja koło Breli – północny kraniec Riwiery Makarskiej.

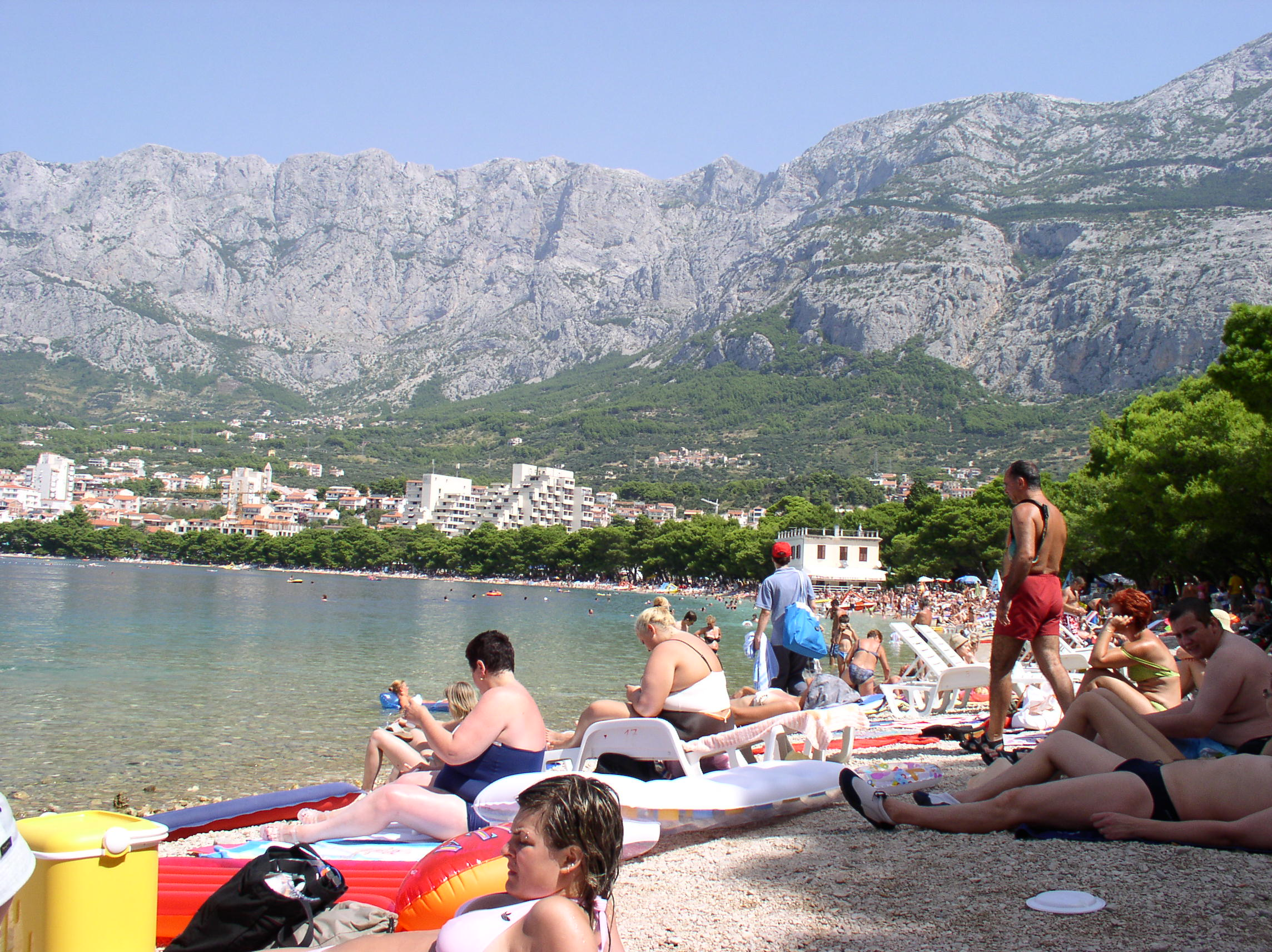
Plaża na Riwierze Makarskiej, w tle góry Biokovo.

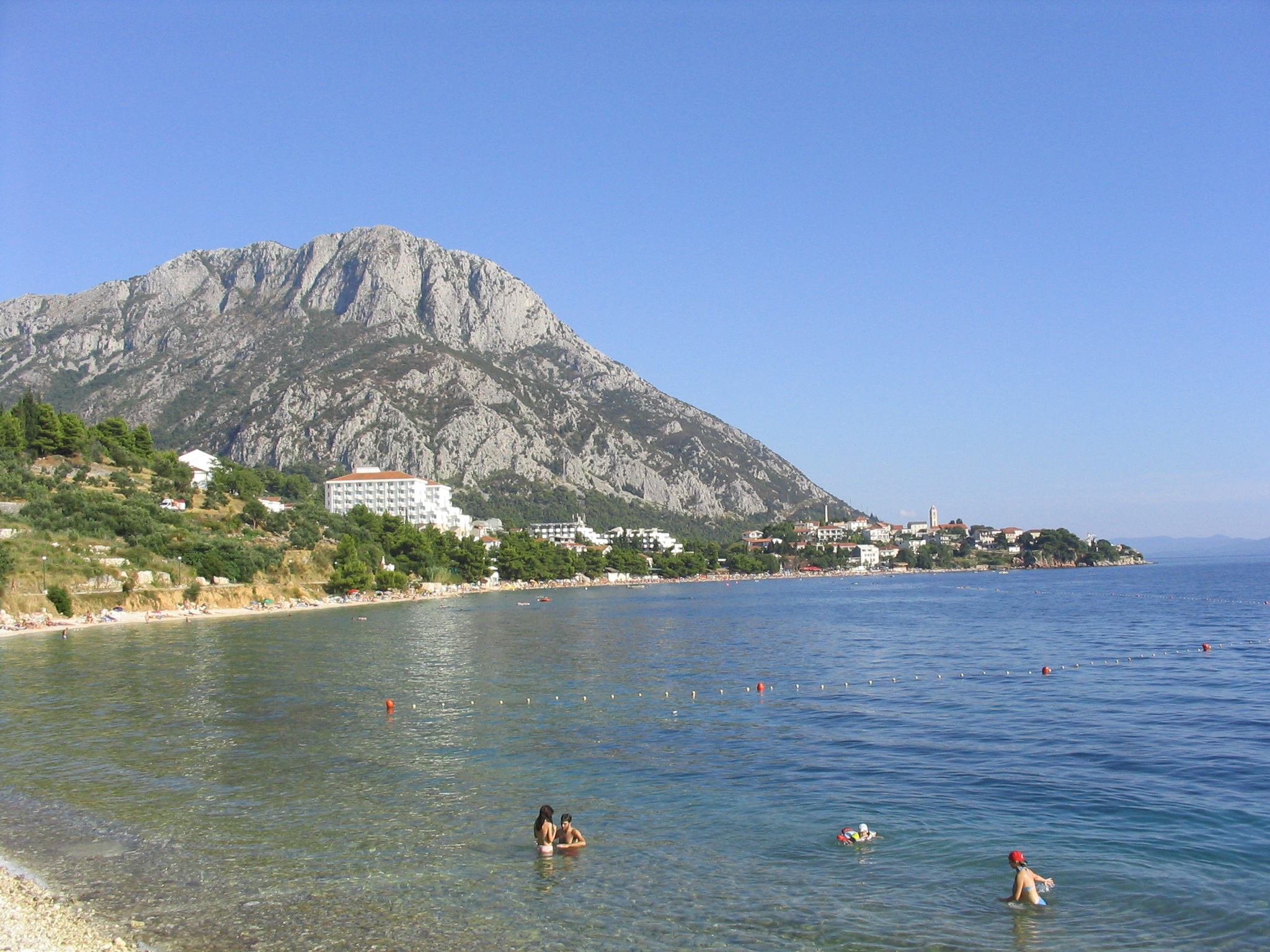
Gradac – południowy kraniec Riwiery Makarskiej.

Riwiera Makarska (chorw. Makarsko primorje lub Makarska rivijera) – największy i najpopularniejszy region turystyczny w Chorwacji, zlokalizowany w środkowej części Dalmacji (żupania splicko-dalmatyńska), na wybrzeżu Morza Adriatyckiego, u podnóża masywu górskiego Biokovo (Góry Dynarskie).
Nazwa pochodzi od największej miejscowości regionu – Makarskiej, stanowiącej jednocześnie główny ośrodek administracyjno-turystyczny.
Riwiera Makarska rozciąga się na odcinku 53 km – od Breli na północy do Gradaca na południu – obejmując szereg żwirowych plaż, które na niewielkich fragmentach przechodzą w plaże piaszczyste. W okolicy dominują lasy sosnowe. Na południe od Riwiery znajduje się malownicza delta rzeki Neretwy.
Rozkwit masowej turystyki na tym terenie nastąpił na przełomie lat 60. i 70. XX wieku, a miał związek z wybudowaniem w 1965 roku drogi krajowej ze Splitu do Dubrownika – tzw. Magistrali Adriatyckiej (obecna droga krajowa nr D8). Do dzisiaj stanowi ona jedyną drogę kołową prowadzącą przez całą Riwierę Makarską, lecz utraciła status międzynarodowej trasy E65 na rzecz – otwartego 22 grudnia 2008 – 40-kilometrowego odcinka autostrady A1 Šestanovac – Ravča.
Riwiera Makarska należy do najcieplejszych części Chorwacji. Występuje tu typowy klimat śródziemnomorski – gorące i suche lato oraz łagodna zima z dużą liczbą dni deszczowych. Rocznie notuje się tutaj ponad 2700 godzin słonecznych. Średnia temperatura roczna wynosi 20 °C, zaś średnia latem waha się pomiędzy 23 °C, a 27 °C.
Administracyjnie, Riwiera Makarska leży w całości w żupanii splicko-dalmatyńskiej, a jej teren pokrywa sześć jednostek podziału terytorialnego najniższego rzędu: pięć gmin (Brela, Baška Voda, Tučepi, Podgora, Gradac) i jedno miasto (Makarska).
Historycznie, Riwiera Makarska dzieli się na dwie części: dolną (północną i środkową) i górną (południową). Dolna obejmuje odcinek wybrzeża od Breli do Živogošća, zaś górna fragment od Drvenika do Gradaca. Do historycznej części górnej zalicza się również miejscowość Baćina, która oficjalnie nie leży na Riwierze Makarskiej.
Miejscowości na Riwierze Makarskiej z północy na południe:
- Brela (1 618 mieszkańców)
- Baška Voda (2 045)
- Promajna (456)
- Krvavica (287)
- Bratuš (50)
- Bast (136)
- Makarska (13 834)
- Tučepi (1 763)
- Podgora (1 534)
- Drašnice (328)
- Igrane (480)
- Živogošće (538)
- Drvenik (500)
- Zaostrog (372)
- Podaca (716)
- Brist (453)
- Gradac (1 574)